# Phaedra Kelly
Phaedra J. Kelly, ou Bruce David Laker, née en 1955 à Poole et morte le 7 février 2019 à Newport, est une artiste et militante trans britannique originaire de l'île de Wight.

## Biographie
Né en 1955 à Poole, Bruce Laker grandit sur l'île de Wight. Il meurt le 7 février 2019 à l'hôpital de Newport d'une méningite, après avoir fait deux crises cardiaques.

### Transidentité et militantisme trans
Assignée homme à la naissance, Phaedra Kelly « prend en toute conscience la décision » dans les années 1970 d'être « androgyne », « c'est-à-dire de ne vouloir être ni homme, ni femme, mais les deux à la fois ». Elle développe par la suite le concept de « gender transiency », qui peut se traduire par « impermanence de genre », pour décrire sa situation de personne naviguant constamment entre deux identités (Bruce Laker et Phaedra Kelly). 
Se présentant jusque-là sous le nom de Jaquetta El e La Ha lorsqu'elle adoptait une apparence féminine, elle se renomme Phaedra Kelly lorsqu'elle fonde en 1980 l'International Gender Transient Affinity (IGTA), une organisation qui collabore notamment avec Amnesty International au cours de la décennie. De 1987 à 1990, Phaedra Kelly édite la revue de l'IGTA, CHRYSALIS, depuis son domicile à Freshwater. 
En 1983, Phaedra Kelly et Vanda, sa deuxième épouse, font les gros titres des journaux anglais après s'être mariés civilement, elle en robe de mariée, sa compagne en costume masculin.
Après avoir été rejetée par la Beaumont Society en 1989, elle crée le School of Transconscient Arts Movement. Avec ce collectif, Phaedra Kelly organise des expositions et rédige des brochures qu'elle distribue sur l'île de Wight.
Dans les années 1990, elle travaille aux côtés de Richard Ekins au sein du fonds Trans-Gender Archive de l'Université d'Ulster, versé en 2013 aux Transgender Archives de l'Université de Victoria.
En 1995, Phaedra Kelly cofonde avec Armand Hotimsky et Germaine Nusten le Centre d'aide, de recherche et d'information sur la transsexualité et l'identité de genre (CARITIG).

### Carrière artistique
Autrice de plusieurs recueils de poèmes ainsi que de livres non publiés sur l'impermanence de genre, Phaedra Kelly joue également au sein des groupes Electronic Magnetic Workshop et, à partir de 2009, Ecurbrekal Poetry Band,.  
Plusieurs de ses poèmes, publiés à l'origine dans des revues communautaires, sont inclus par Rupert Raj dans son anthologie de poésie trans, Of Souls & Roles, of Sex & Gender.  

## Hommages
Après avoir figuré dans l'exposition Isle of Wight Hidden Heroes en 2018 et 2019, Phaedra Kelly se voit consacrer une entrée dans l'ouvrage Out On An Island, sur l'histoire LGBT de l'île de Wight.

## Œuvre

### Poésie
- (en-GB) Bruce D. Laker, Grim Harvest : A Selection of Supernatural, 1976, 15 p.
- (en-GB) Bruce D. Laker, Vengeance at Port Au Prince
- (en-GB) Phaedra Kelly, Innocent, Until Proven Adult, Aard Press, 1991

### Discographie

#### Electronic Magnetic Workshop
- Misplaced Technology (2006)
- Sardonicus Smiles

#### Ecurbrekal Poetry Band
- Musk in the Morning (2009)
- Banned Not Bland (2011)
- Her Tears (2011)
- Plan 10 from Planet Ventnor (2013)
- The Mad Cyril Show (2013)
- The Life Parade (2015)